# ماركوس مورتون
ماركوس مورتون (بالإنجليزية: Marcus Morton)‏ هو قاضي ومحامي وسياسي أمريكي، ولد في 8 أبريل 1819 بتونتون في الولايات المتحدة، وتوفي في 10 فبراير 1891 في نفس البلد بسبب نوبة قلبية. انتخب عضو مجلس نواب ماساتشوستس.